# جيمس مكيلوري
جيمس مكيلوري (بالإنجليزية: James McIlroy)‏ هو عازف قيثارة بريطاني، ولد في 7 ديسمبر 1977 في King's Lynn ‏ في المملكة المتحدة.

## روابط خارجية
- جيمس مكيلوري على موقع ميوزك برينز (الإنجليزية)
- جيمس مكيلوري على موقع أول ميوزيك (الإنجليزية)
- جيمس مكيلوري على موقع ديسكوغز (الإنجليزية)